# سیارک ۱۱۱۸۴
سیارک ۱۱۱۸۴ (به انگلیسی: 11184 Postma، نامگذاری:1998HJ9) یازده هزار و صد و هشتاد و چهارمین سیارک کشف شده‌است که در ۱۸ آوریل ۱۹۹۸ کشف شد.
قدر مطلق سیارک برابر ۱۲٫۹ است.